# BalenaEtcher
balenaEtcher це безкоштовна програма з відкритим кодом для створення Live USB використовуючи файли .iso та .img, а також zip архіви. Програма розроблена компанією Balena, та ліцензована Apache License 2.0. balenaEtcher була розроблена із використанням Electron та підтримує операційні системи Windows, macOS та Linux. balenaEtcher раніше мала назву Etcher, але 29 жовтня 2018 року її назву було змінено, після того як Resin.io змінила свою назву на Balena.

## Особливості
Для роботи із balenaEtcher зазвичай використовують графічний інтерфейс. Наразі активно розроблюється також інтерфейс командного рядка.

## Зверніть увагу
- Список знарядь для створення систем Live USB